# Краловохрадецки край
Краловохрадецкият край (на чешки: Královéhradecký kraj или Královéhradecko) е един от 14-те краеве на Чешката република. Разположен е в северната част на страната в историческия регион Бохемия. Административен център на края е град Храдец Кралове.

## География
Краловохрадецкият край има площ от 4759 km2 и заема 6% от общата площ на Чешката република. По отношение на размера се е на девето място по големина сред краевете на страната. Масивът Кърконоше и Орлицките планини, които са разположени в северната и североизточната му части, постепенно преминават в плодородната низина на Елба на юг. Две трети от площта на Национален парк „Кърконоше“ лежат в рамките на края. Кърконоше и Орлицките планини са разделени от Броумовския ръб (с неговите големи скални градове – Адершпашко-теплицките скали), Броумовските хълмове, Кръстовия хълм и Осташ. Основни реки са Елба и нейните притоци Орлице и Метуе. Почти цялата територия на края попада във водосборния басейн на Елба и само незначително част от зоната на Броумовския ръб попада в обхвата на басейна на река Одер. Връх Снежка е с надморска височина от 1602 m над морското равнище е най-високата точка в региона, както и в Чешката република. Най-ниската точка в края е повърхността на река Цидлина (202 m над морското равнище).
Краят се състои от 448 села и 43 града. Малки селища с население до 500 души образуват 65% от населението на района. Числеността се равнява на 115 души на km², което е малко по-ниско в сравнение със средното за страната. По културни и природни забележителности областта се нарежда на едно от първите места в републиката.

## Административно деление
Територията на края се дели на 5 окръга.
| Окръг              | Площ, km² | Население, души (2016) | Населени места |
| ------------------ | --------- | ---------------------- | -------------- |
| Храдец Кралове     | 891,62    | 163 159                | 104            |
| Ичин               | 886,63    | 79 490                 | 111            |
| Наход              | 851,57    | 110 869                | 78             |
| Рихнов над Кнежноу | 981,78    | 78 861                 | 80             |
| Трутнов            | 1146,78   | 119 042                | 75             |

## Население
Със своите над 550 000 жители, Краловохрадецкият край се нарежда на десето място по численост в страната.

### Етнически състав през 2001 г.
Численост и дял на етническите групи според преброяването на населението през 2001 г.:
|            | Численост | Дял (в %) |
| Общо       | 550 724   | 100.00    |
| Чехи       | 523 783   | 95.10     |
| Словаци    | 8518      | 1.54      |
| Германци   | 2601      | 0.47      |
| Поляци     | 1844      | 0.33      |
| Украинци   | 1171      | 0.21      |
| Моравци    | 736       | 0.13      |
| Цигани     | 722       | 0.13      |
| Виетнамци  | 441       | 0.08      |
| Руснаци    | 352       | 0.06      |
| Силезци    | 44        | > 0.01    |
| Други      | 2347      | 0.42      |
| Неизвестни | 8165      | 1.48      |

## Стопанство
Стопанството е главно индустриално. На североизток е развита текстилната индустрия.